# Heldenplatz

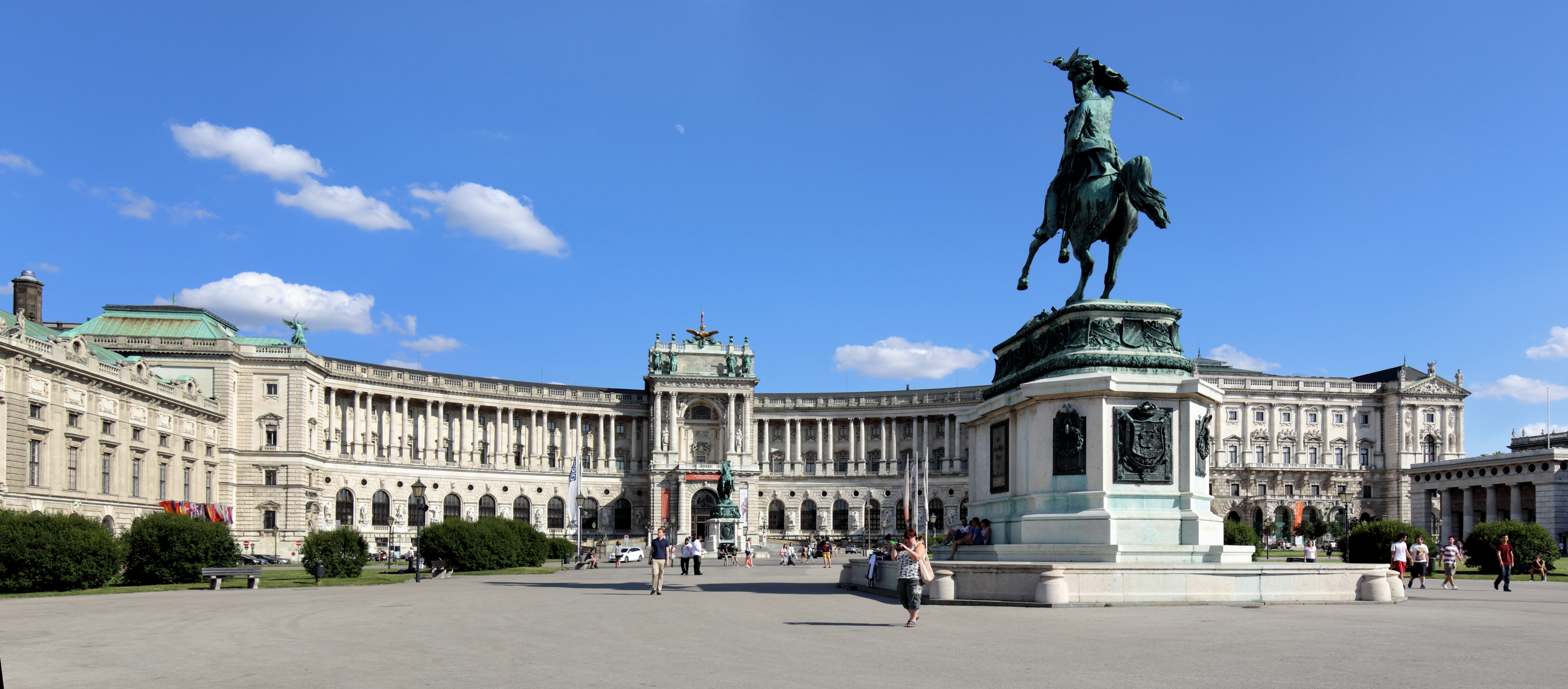
Heldenplatz med ärkehertig Karls ryttarstaty.

Heldenplatz ("Hjältarnas torg") är ett torg framför Hofburg-palatset i Wien. Dagens Heldenplatz anlades på 1860-talet med ryttarstatyer av Karl av Österrike-Teschen och Eugen av Savojen. Många betydelsefulla händelser har ägt rum på Heldenplatz: Den 15 mars 1938 proklamerade Adolf Hitler Anschluss, Österrikes anslutning till Tyskland.